# Лоутон, Мэттью
Мэ́ттью Джон Ло́утон (англ. Matthew John Lowton; 9 июня 1989, Честерфилд) — английский футболист, защитник клуба «Бернли».

## Карьера
Лоутон попал в академию клуба «Шеффилд Юнайтед» в 15 лет после 5 лет игры за юниорские команды «Лидса» и прогрессировал в молодёжном составе «клинков» на протяжении 3 лет, до подписания с клубом профессионального контракта.
После годичной аренды в «Шеффилде», в январе 2009 года Лоутон вместе с ещё одним выпускником клубной академии Сэмом Верджбери отправился в аренду в «Ференцварош», клуб-партнер «Шеффилд Юнайтед», для получения большей игровой практики. Дебютировал он в матче Кубка Венгрии против «Кечкемета», завершившегося нулевой ничьей. Всего же за время аренды Мэттью провел 18 матчей в стане «зеленых орлов».
После возвращения «клинков» в Чемпионшип Лоутон пробился в основную команду клуба, дебютировав в марте 2010 года в матче против «Кардифф Сити», закончившемся вничью 1:1. В следующем сезоне Мэттью впервые вышел на поле с первых минут в выездной игре против того же «Кардиффа», однако был удалён с поля, получив прямую красную карточку. Отбыв дисквалификацию, он вернулся в основу и в сентябре продлил свой контракт с «Шеффилд Юнайтед», а через месяц забил свой дебютный гол в карьере, поразив ворота «Бернли» в матче, который закончился со счётом 3-3. В этом сезоне он играл регулярно, записав на свой счет ещё 4 гола, но его вклад был не в состоянии спасти клуб от вылета в Лигу 1.
После понижения в классе Лоутон продолжал оставаться ключевым игроком команды, подписав с «клинками» в августе 2011 года новый контракт.
6 июля 2012 года Лоутон сменил клубную прописку, перебравшись в клуб Премьер-лиги «Астон Вилла» за £3 млн. Таким образом, Мэттью стал вторым трансфером для бирмингемского клуба после назначения на должность главного тренера «вилланов» Пола Ламберта. За новый клуб он дебютировал 18 августа в матче против «Вест Хэм Юнайтед». Свой первый гол за «Виллу» в официальных матчах Лоутон записал на свой счёт в победной встрече против «Суонси Сити», закончившейся со счетом 2:0.